# Hosszú farok

A hosszú farok koordináta-rendszerben ábrázolva. A függőleges tengelyen egy adott termékből eladható mennyiség, a vízszintes tengelyen a termékek fajtaszáma van ábrázolva, a sárga rész a hosszú farok

A hosszú farok közgazdaságtani fogalom, mely az internetes kereskedelem árubőségét írja le: a hagyományos áruházak kevés fajtájú, de nagy mennyiségben árusítható tömeg- vagy sikertermékével ellentétben azoknak a kis mennyiségben eladható, de nagyon nagy sokféleségben rendelkezésre álló termékeknek a gyűjtőfogalma, melyeknek a hagyományos kereskedelem korszakában nem volt esélyük a piacra jutásra (nem tudták velük elérni a gazdaságos tömegtermelést), korszerű információtechnológiai megoldásokkal (például a digitalizálható termékeknél: könyveknél, filmeknél, zenéknél a digitalizált formában történő tárolás, majd igény szerint történő letöltés vagy kinyomtatás) viszont megtalálják kis számú, szétszórtan elhelyezkedő fogyasztójukat akár a világ túloldalán is. A fogalmat először Chris Anderson, a Wired magazin főszerkesztője használta 2004 októberében. A hosszú farok létrejöttéhez három dolog megléte szükséges:
- új alkotók: a digitális forradalom lehetővé tette, hogy a korábbiaknál sokkal többen hozhassanak létre – részben hobbiból – alkotásokat;
- új piacok: az internetes kereskedőknél a hagyományos nagyáruházak áruválasztékának tízszerese-százszorosa található meg, és vevőik sem korlátozódnak egy bizonyos területre (ami minden hagyományos kereskedő vevőszámát megköti): jöhetnek az egész világról, a csomagküldő szolgálatok pedig bárhova kézbesítik a megvásárolt árut;
- új ízlésformálók: a fejlett keresőprogramok, valamint a tömegek bölcsessége, azaz a termékeket, szolgáltatásokat egymásnak ajánló vagy ezekről blogokat vezető, fórumokhoz hozzászóló emberek a korábbiaknál sokkal hatékonyabban segítenek kiválogatni az értéktelen kacatok közül a valóban értékes termékeket.